# Поведінка натовпу
Поведінка натовпу або стадна поведінка (англ. Herd behavior) описує, як особини в групі можуть діяти спільно, без централізованого керування.
Цей термін може стосуватися поведінки тварин у стадах, зграях тварин або птахів, косяках риб тощо, а також до поведінки людей у демонстраціях, масових заворушеннях і загальних страйках, спортивних заходах, релігійних зібраннях, випадках самосуду або прийнятті повсякденних рішень, судженні та формуванні думки.
Раафат, Чейтер і Фрит запропонували комплексний підхід до стадної поведінки, описуючи дві ключові проблеми, механізми передачі думок або поведінки між індивідуумами і патерни зв'язків між ними. Вони припустили, що поєднання різноманітних теоретичних підходів до стадної поведінки підкреслює застосовність концепції в безлічі областей, починаючи від когнітивної неврології до економіки.

## У тварин
Група тварин, яка тікає від хижака, показує природу стадної поведінки. У 1971 році, у часто цитованій статті «Геометрія для Егоїстичного стада», еволюційний біолог В. Д. Гамільтон стверджував, що кожен окремий член групи знижує небезпеку для себе рухаючись якомога ближче до центру групи, що втікає. Таким чином, стадо виглядає як єдине ціле, що рухається разом, але його функція виникає з неузгодженої поведінки своєкорисливих індивідуумів.

## Порушеннясиметрії
Асиметрична агрегація тварин в умовах паніки спостерігається у багатьох видів, у тому числі людей, мишей і мурах. Теоретичні моделі показують порушення симетрії, подібні спостереженням в емпіричних дослідженнях. Наприклад, коли особи, що панікують, замкнені в кімнаті з двома однаковими і рівновіддаленими виходами, більшість буде ломитись в один вихід, і лише меншість піде до іншого.
Можливі механізми такої поведінки включають гамільтонівську теорію егоїстичного стада, наслідування сусіда, побічний продукт спілкування між соціальними тваринами або позитивну віддачу, яка вийшла з-під контролю.
Характеристики паніки втечі є такими:
- особини намагаються рухатися швидше, ніж зазвичай;
- взаємодії між особинами стають фізичними;
- біля виходів утворюються арки та «пробки»;
- втеча уповільнюється за рахунок особин, які впали і стали перешкодами;
- особини демонструють тенденцію до масової або скопійованої поведінки;
- альтернативні або менш використовувані виходи (практично) ігноруються.[4][6]

## У людському суспільстві
Філософи Серен К'єркегор і Фрідріх Ніцше були в числі перших, хто критикував те, що вони називали «натовпом» (К'єркегор) і «стадною мораллю» і «стадним інстинктом» (Ніцше) в людському суспільстві. Сучасні психологічні та економічні дослідження виділили стадну поведінку людей, щоб пояснити явища, коли велике число людей діє однаково одночасно. Британський хірург Уілфред Троттер розповсюдив фразу «стадна поведінка» в своїй книзі «Інстинкти стада в мирний і воєнний час» (1914). В «Теорії бездіяльного класу» Торстейн Веблен пояснив економічну поведінку з погляду соціальних впливів, таких як «наслідування», де деякі члени групи мавпують інші членів більш високого статусу. В «Метрополісі і ментальному житті» (1903) ранній соціолог Георг Зіммель відсилав до «пориву товариськості в людині», і прагнув описати «форми об'єднання, за допомогою яких проста сума окремих людей перетворюється на суспільство». Інші соціологи дослідили поведінки, що стосуються стадності, наприклад Фрейда (психологія натовпу), Карл Юнг (колективне несвідоме), і Гюстав Ле Бон (народна свідомість). Теорії роїв, спостережуваних в не-людських суспільствах, є пов'язаним поняттям і зараз вивчається, як вони відбуваються в людському суспільстві.

### Бульбашки фондового ринку
Великі тенденції фондового ринку часто починаються і закінчуються періодами шаленої покупки (бульбашки) або продажу (обвали). Багато спостерігачів цитують ці випадки як яскраві приклади стадної поведінки, що є ірраціональною і емоційною, — жадібність при бульбашках, страх при обвалах. Індивідуальні інвестори приєднуються до натовпу інших людей у поспішності увійти або вийти з ринку.
Деякі послідовники школи технічного аналізу інвестування бачать стадну поведінку інвесторів, як приклад надзвичайних настроїв на ринку. Академічне дослідження поведінкових фінансів виявило стадність у колективній ірраціональності інвесторів, зокрема, роботи Нобелівських лауреатів Вернона Сміта, Амос Тверського, Деніела Канемана і Роберта Шиллера.
Хей і Мороне (2004) дослідили модель поведінки натовпу стосовно ринку та в цілому показали, що можна спостерігати стадну поведінку в контексті ринку. Їх результати відносяться до ринку з чітко визначеною фундаментальною вартістю, але навіть якщо стадна поведінка може спостерігатися рідко, це має важливі наслідки для цілого ряду реальних ринків, в першу чергу валютних. Їх робота пов'язана з принаймні, двома важливими напрямами літератури з цього питання, перший з яких — про стадну поведінку в неринкових умовах. Тут вихідними їх посиланнями, є Банерджі (1992) та Бікчандані, Хіршляйфер і Уелч (1992), які показали, що стадна поведінка може бути підсумком приватної інформації, яка не потрапила у відкритий доступ. Більш конкретно, ці роботи показали, що індивіди, діючи послідовно, на основі приватної інформації і відкритих знань про поведінку інших, можуть у кінцевому підсумку обрати соціально небажаний варіант. Другий напрямок літератури, який слугував натхненням для роботи Хея і Мороне, стосується агрегування інформації в ринкових умовах. Дуже раннє посилання — це класична праця Гроссмана і Стігліца (1976), яка показала, що необізнані трейдери в ринковому контексті можуть стати обізнаними через ціну таким чином, що приватна інформація збирається правильно і ефективно. В цьому напрямку літератури, найбільш часто використовуваними емпіричними методологіями тестування на стадність в бік середнього рівня є праці Крісті і Хуангп (1995) та Чанга, Ченга і Кхорани (2000).
Одним з таких випадків стадності була цінова волатильність, яка оточувала уранову бульбашку 2007 року, яка почалася з затопленням рудника «Сигар-Лейк» в Саскачевані 2006 року.

### У натовпі
Натовпи, які збираються внаслідок якоїсь образи, можуть включати стадну поведінку, яка перетворюється на жорстокість, особливо коли натовп стикається з протилежною етнічною або расовою групою. Наприклад, в історії США сумнозвісно відомі лос-анджелеські заворушення 1992 року, нью-йоркські погроми і Талський расовий погром.
Ідею «групового розуму» або «поведінки натовпу» була висунута французькими соціальними психологами Габріелем Тардом і Гюставом Лебоном.

### Прийняття повсякденних рішень
Доброякісна стадна поведінка може відбуватися досить часто в повсякденних рішеннях, заснованих на навчанні з інформації інших, наприклад коли людина на вулиці вирішує, в якому з двох ресторанів повечеряти. Припустимо, що обидва виглядають непогано, але обидва порожні, тому що це ранній вечір; навмання людина вибирає ресторан А. Незабаром тією ж вулицею йде подружжя в пошуках місця, щоб поїсти. Вони бачать, що ресторан А працює з клієнтами в той час як B є порожнім, і вибирають А з припущення про те, що наявність клієнтів робить його кращим варіантом. Оскільки інші перехожі зроблять того вечора такий самий вибір, ресторан А у цей день заробить більше, ніж Б. Це явище також має назву «інформаційний каскад».

## В маркетингу
Поведінка натовпу часто є корисним інструментом маркетингу і, якщо використовується належним чином, може привести до зростання обсягу продажів і змін в структурі суспільства. Хоча було показано, що фінансові стимули викликають дію у великої кількості людей, стадне почуття часто перемагає у випадку «бути не гіршим за інших».

### Роль стадної поведінки в успішності бренду чи товару
Комунікаційні технології сприяли поширенню споживацького вибору і «влади натовпу». Споживачі з часом мають все більш широкий доступ до думок та інформації як від лідерів думок, так і від формувачів на платформах, які в основному мають контент, створюваний користувачами, і, таким чином, мають більше інструментів для завершення будь-якого процесу прийняття рішень. Популярність розглядається як ознака більш високої якості, і споживачі будуть використовувати чужі думки, розміщені на цих платформах, як потужний компас, щоб направляти їх до продукції і брендів, які збігаються з їх упередженими думками і рішеннями інших людей у референтних групах. З урахуванням відмінностей в потребах і їх позиції в процесі соціалізації, Лессиг і Парк дослідили групи студентів і домогосподарок і вплив, який ці референтні групи впливають одна на одну. За рахунок стадного почуття, студенти, як правило, заохочують один одного до пива, гамбургерів і сигарет, а домогосподарки, як правило, заохочують одну одного до меблів і мийних засобів. Хоча це конкретне дослідження було зроблено 1977 року, не можна недооцінювати його підсумків у сучасному суспільстві. Дослідження, проведене Бурке, Лейкін, Лі і Чжаном у 2014 році щодо соціального впливу на поведінку покупця показує, що покупці знаходяться під впливом прямих взаємодій з супутниками, і по мірі росту розміру групи, стадна поведінка стає все більш очевидною. Дискусії, які породжують азарт і інтерес мають більший вплив на частоту торкання і ймовірність покупки зростає при більш активній участі, викликаній великою групою. В дослідженні велося відеоспостереження покупців аутлету Середнього Заходу США, в якому також відзначались їх покупки, і виявилося, що до певної величини потенційні клієнти віддавали перевагу магазинам, які мали помірні рівні трафіку. Інші люди в магазині не тільки слугували компанією, але і забезпечили референтну точку, на якій потенційні клієнти могли моделювати свою поведінку і робити рішення про покупку, як і з будь референтною групою або спільнотою.
Соціальні медіа також можуть бути потужним інструментом у підтримці стадної поведінки. Їх невимірна кількість контенту, створеного користувачами, служить платформою для лідерів громадської думки, щоб вийти на сцену і впливати на рішення про купівлю, а рекомендацій від референтної групи і свідчення про позитивний онлайн досвід слугують для допомоги споживачам приймати рішення про покупку. Дослідження Гунаван і Хуарнг 2015 року показало, що соціальний вплив має важливе значення у формуванні ставлення до брендів, що, в свою чергу, призводить до наміру купівлі. Впливові персоналії формують норми, яким, виявляється, слідують належні до їхньої соціальної  групи, а спрямування на екстравертів ще більше збільшує шанси на придбання. Причина в тому, що більш сильні особистості, як правило, проявляють більшу активність на споживчих платформах і, таким чином, поширюють інформацію з вуст в уст більш ефективно. Багато брендів почали усвідомлювати важливість послів брендів та агентів впливу, і дедалі більш наочно демонструється, що стадна поведінка може використовуватися, щоб збільшити продажі і прибуток в геометричній прогресії на користь будь-якого бренду. 

### Стадна поведінка в соціальному маркетингу
Маркетинг може легко перевершити межі свого комерційного коріння, а саме він може використовуватися для заохочення дій в галузі охорони здоров'я, захисту навколишнього середовища та суспільства в цілому. Стадне почуття домінує у соціальному маркетингу, прокладаючи шлях для кампаній, таких як День Землі, різних кампаній по боротьбі з курінням та боротьбі з ожирінням, які можна побачити в кожній країні. У різних культурах та суспільствах, маркетологи повинні прагнути впливати на лідерів думок, які, в свою чергу, впливають один на одного, оскільки стадне почуття якоїсь групи людей забезпечує успіх соціальній кампанії. Кампанія, яку провела Сом-ла-Пера в Іспанії для боротьби з підлітковим ожирінням, виявила, що кампанії в школах є більш ефективними під впливом вчителів і однолітків, високої впізнаваності учасників і їх взаємодії один з одним. Лідери думки у школах розробили логотип і брендинг для кампанії, побудували контент для соціальних медіа і проводили внутрішньо шкільні презентації для залучення взаємодії аудиторії. Тому було зроблено висновок, що успіх кампанії пояснюється тим, що її засобом зв'язку була сама цільова авдиторія, і це дало їй відчуття причетності і здатності. Як вже згадувалося вище, школярі і студенти мають високий рівень впливу один на одного, і заохочуючи сильні особистості на лідерство думок, організатори акції змогли забезпечити увагу інших студентів, які ототожнювали себе з референтною групою.
Стадна поведінка існує не лише в учнів у школах, де вони добре видні, але і між громадами, де уявна дія відіграє важливу роль. Між 2003 і 2004 роками Університет штату Каліфорнія провів дослідження, щоб виміряти енергозбереження домогосподарств і мотивації для цього. Було встановлено, що такі фактори, як збереження довкілля, заощадження грошей або соціальна відповідальність на мали такий великий вплив на домоволодіння, як уявна поведінка їх сусідів. Хоча фінансові стимули заощадження грошей та моральні стимули захисту навколишнього середовища часто вважаються найбільшими рушіями таких змін у громадах, велика частина населення відреагувала на заохочення енергозбереження, коли їм сказали, що 77 % їх сусідів використовували вентилятори замість кондиціонерів; це показало, що громади швидше будуть брати участь в поведінці, якщо вони думають, що всі інші вже беруть участь.

## Подальше читання
- Bikhchandani, Sushil; Hirshleifer, David; Welch, Ivo (1992). A Theory of Fads, Fashion, Custom, and Cultural Change as Informational Cascades. Journal of Political Economy. 100 (5): 992—1026. doi:10.1086/261849. JSTOR 2138632.
- Trotter, Wilfred (1914). The Instincts of the Herd in Peace and War.
- Brunnermeier, Markus Konrad (2001). Asset Pricing under Asymmetric Information: Bubbles, Crashes, Technical Analysis, and Herding. Oxford, UK ; New York: Oxford University Press.
- Rook, Laurens (2006). An Economic Psychological Approach to Herd Behavior. Journal of Economic Issues. 40 (1): 75—95.
- Hamilton, W. D. (1970). Geometry for the Selfish Herd. Diss. Imperial College.
- Stanford, Craig B. (2001). Avoiding Predators: Expectations and Evidence in Primate Antipredator Behaviour. International Journal of Primatology. 23: 741—757. doi:10.1023/A:1015572814388. Ebsco. Fall. Keyword: Herd Behaviour.
- Ottaviani, Marco; Sorenson, Peter (2000). Herd Behavior and Investment: Comment. American Economic Review. 90 (3): 695—704. doi:10.1257/aer.90.3.695. JSTOR 117352.
- Altshuler, E. та ін. (2005). Symmetry Breaking in Escaping Ants. The American Naturalist. 166: 643—649. doi:10.1086/498139.
- Hey, John D.; Morone, Andrea (2004). Do Markets Drive out Lemmings—or Vice Versa?. Economica. 71 (284): 637—659. doi:10.1111/j.0013-0427.2004.00392.x. JSTOR 3548984.